# Kinga Kęsik
Kinga Kęsik z domu Szweda (ur. 1985, zm. 15 stycznia 2018 w Tucholi) – polska funkcjonariuszka policji w stopniu aspiranta, zawodniczka i mistrzyni fitness.

## Życiorys
Od 2006 pracowała w policji, od początku pełniąc służbę w Komendzie Powiatowej Policji w Tucholi, gdzie w ostatnim okresie życia pracowała w zespole do spraw nieletnich. W 2012 za namową swojego późniejszego męża, Mikołaja Kęsika, zaczęła uprawiać fitness sylwetkowy i po kilku miesiącach wystartowała w Debiutach PZKFiTS wygrywając zarówno w swojej kategorii wzrostowej, jak i w kategorii Open. Jej następnymi sukcesami było między innymi zdobycie I miejsca w 2013 oraz I miejsca w kategorii Open w 2014 ramach Pucharu Ziemi Puckiej w Kulturystyce i Fitness w Żelistrzewie, I miejsce w kategorii Open na Mistrzostwach Pomorza w Kulturystyce i Fitness, I miejsce na Ogólnopolskich Zawodach Kulturystycznych w Słupsku oraz I miejsce w kategorii wzrostowej i w kategorii open na Mistrzostwach Polski w Kulturystyce i Fitness w Kielcach w 2014. Po triumfie na Mistrzostwach Polski w 2014 została powołana do reprezentacji kraju i w maju tego samego roku zajęła I miejsce na Mistrzostwach Europy w Santa Susanna w Hiszpanii, zaś w październiku uplasowała się na II miejscu na Mistrzostwach Świata w Fitness w Montrealu w Kanadzie. W listopadzie 2014 zajęła również I miejsce wszechkategorii fitness sylwetkowe w trakcie zawodów Pucharu Polski w Kulturystyce i Fitness w Mińsku Mazowieckim.
Pod koniec 2016 wykryto u niej nieoperacyjnego raka żołądka. Zmarła 15 stycznia 2018. Została pośmiertnie mianowania na stopień policyjny aspiranta Policji